# Глухівська центральна районна лікарня
Комунальне некомерційне підприємство "Глухівська міська лікарня" Глухівської міської ради — центральна лікарня у Глухівській ОТГ Сумської області.
Розташована за адресою: вул. Інститутська, 3, м. Глухів—41400 (Сумська область, Україна).
Директор — Барахович Валентина Григорівна.

## З історії та сьогодення медичних закладів міста
В 1879 році у місті відкрито безкоштовну лікарню Святої Єфросинії. Будівля була побудована на кошти братів Федора та Миколи Терещенків в пам'ять про матір Єфросинію Григорівну і розміщувалася на Києво-Московській вулиці. На її утримання брати виділяли щорічно 2% від свого прибутку. У наші дні будівля лікарні — КНП "Центр первинної медико-санітарної допомоги" Глухівської міської ради. 
Будівництво нового корпусу 2-поверхової райлікарні на 120 ліжок (рентгенкабінет, дві операційні кімнати, маніпуляційна, ванни) запланували  на 1964 рік. Але будувалась протягом 1965 – 1966 рр. Також зведено господарський корпус райлікарні.
Станом на 1966 рік в Глухові та районі функціонувала  районна лікарня на 370 ліжок, дитяча лікарня, тубдиспансер, дві поліклініки, 5 дільничних лікарень, 52 ФАП, 20 родильних будинків. 
1974 рік у ЦРЛ – відкрито ортопедотравмотологічне та наркологічне відділення по 40 місць. Всього в лікарнях було 840 місць.
На 1968 рік було заплановано будівництво другого (центрального) корпусу лікарні на 200 ліжок. Але перенесено на 1969 рік. Насправді з серпня 1979 р. міжколгоспним будуправлінням № 19 велося зведення дитячої лікарні та родильного будинку (разом на 100 місць: 60+40. Головний лікар В.О.Рудяк. Було здано в експлуатацію в квітні 1981 р. На 1981 р. в райлікарні було розгорнуто 645 місць для лікування та 885 – по району.
Зведення нової п'ятиповерхової лікарні на 240/250 місць з блоком службових приміщень та поліклінікою на 360 відвідань за зміну було заплановано на 1981-1985 рр. Але почали зводити у другому півріччі 1984 року поблизу колишнього Хоменківського саду («на полі»). Було асигновано 253 тис. крб. Це одне п’ятиповерхове і два триповерхові приміщення загалом на 1296 місць, господарський  корпус. Планувалося завершити будівництво в 1986 році, потім, перенесено на 1988 р. У 1987 р. практично не будувалась (освоєно 478 тис. крб.) У 1987 році виділено 1774 тис. крб. У 1988 році ще 1339 тис. крб. Загальна вартість склала більше 3 млн. 3574 тис. крб.
Відкрита лікарня була на початку 1989 року - на 865 ліжок. У жовтні 1989 р. викопано котлован для зведення дитячого оздоровчого корпусу (480 тис. крб.) Його було зведено у 1991 році.  
Станом на 2011 рік до складу центральної районної лікарні входило 13 відділень загальною кількістю 330 ліжок. 
У теперішній час медичне обслуговування мешканців міста забезпечує Глухівська центральна районна лікарня, в якій працює 150 лікарів та 587 працівників середнього медичного персоналу. 13 лікарів мають вищу категорію, 35 — першу. Із середнього медичного персоналу мають категорію 226 осіб, з них вищу — 28, першу — 25.